# Graafschap Dalhem

Landen van Overmaas, Graafschap Dalhem in groen

Het graafschap Dalhem, soms ook Daelhem of Daalhem, was een klein zelfstandig gebied tussen Luik en Maastricht. Aanvankelijk heette het graafschap Voeren met als hoofdplaats 's-Gravenvoeren, maar na het bouwen van een burcht te Dalhem op een steile rots tussen de riviertjes de Berwijn en de Bolland in 1080 werd Dalhem de naam van het graafschap.
Tot 1085 behoorde de burcht toe aan paltsgraaf Herman II van Lotharingen die was gehuwd met Adelheid van Weimar-Orlamünde (+1100).Adelheid huwde met Hendrik van Laach en deze verkreeg de titels en de burcht. Hendrik adopteerde Siegfried I, de zoon van Adelheid uit haar eerste huwelijk met de Ascaniër Adalbert II van Ballenstedt, welke hem na zijn dood in 1099 opvolgde als paltsgraaf. Opvolger van Siegfried werd diens zoon Willem van Ballenstedt.
Een zekere Willem wordt vermeld als Graaf van Daelhem in 1108 (Willelmus de Daleheim) en 1125 bij Ernst.
In 1239 versloeg de hertog van Brabant, Hendrik II van Brabant, de graaf van Dalhem, Dirk van Hochstaden, en in 1244 liet deze Dalhem voorgoed over aan de hertog, die dus voortaan ook graaf van Daelhem was. Een slotvoogd of drossaard voerde er in naam van de hertog het bewind.
Onder Brabantse controle werd Dalhem samen het Land van Valkenburg en Land van 's-Hertogenrade onderdeel van de Landen van Overmaas die in personele unie verenigd waren met het hertogdom Brabant. Samen met het hertogdom Limburg vormden de Landen van Overmaas een gezamenlijke delegatie in de Staten-Generaal van de Nederlanden als Staten van Limburg en de Landen van Overmaas.
De volgende gemeenten of schepenbanken, zowel Dietse als Waalse, behoorden op een of ander ogenblik, op de een of de andere manier tot het graafschap:
- nu in Nederlands-Limburg
  - in de gemeente Eijsden-Margraten: Cadier, Mheer, Noorbeek en Oost
- nu in Belgisch-Limburg
  - in de gemeente Voeren: Moelingen, 's-Gravenvoeren en Sint-Martens-Voeren (tot 1251 ook Sint-Pieters-Voeren)
- nu in de provincie Luik
  - de gemeente Aubel (met de invloedrijke abdij van Val-Dieu)
  - in de gemeente Blegny: Mortier, Housse en Trembleur
  - in de gemeente Dalhem: Dalhem, Berneau, Bolbeek (Bombaye), Feneur, Neufchâteau, Saint-André en Weerst (Warsage)
  - in de gemeente Herve: Julémont (deels)
  - de gemeente Olne
  - in de gemeente Wezet (Visé): Cheratte en Richelle

## Staatse en Spaanse Partage
In de Vrede van Münster van 1648 kwam er geen overeenkomst over het land tot stand. Op 26 december 1661 sloten de Republiek en Spanje het Partagetraktaat (="opdelingsverdrag"), waarin de landen van Overmaze werden verdeeld. Sindsdien waren er een Graafschap Dalhem Staatse Partage en een graafschap Dalhem Spaanse partage.
- Spanje kreeg de banken, heerlijkheden en dorpen 's Gravenvoeren, Mheer, Noorbeek, Weerst, Moelingen, St. Maartensvoeren, Aubel, Cheratte, Neuf-Chateau, Mortier, Housse en Richelle.
- de Staten-Generaal kregen het kasteel en de stad Daelhem en verder de banken, heerlijkheden en dorpen Trembleur, Olne, Bolbeek, Fenneur, Cadier en Oost. Verder de buitenlandse lenen releverende van het kasteel van Daelhem die in het akkoord niet met name genoemd zijn.

De verdeling werd in 1663 uitgevoerd.
Na de Spaanse Successieoorlog kwam het Spaanse deel van het land aan Oostenrijk. Op 8 november 1785 sloten Oostenrijk en de Staten-Generaal het verdrag van Fontainebleau, waarbij een groot deel van het graafschap Dalhem door de Staten-Generaal aan Oostenrijk werd afgestaan in ruil voor delen van Oostenrijks Valkenburg. Van het graafschap Dalhem bleven Oost en Cadier Staats. De twee dorpen werden bij resolutie van de Staten-Generaal dd. 26 januari 1789 verenigd met het Land van 's-Hertogenrade Staatse partage, dat voortaan de naam zou dragen van "Geünieerde of gecombineerde Landen van Daelhem en 's Hertogenrade".
In 1797 ging het gebied deel uitmaken van het Franse departement van de Ourthe.

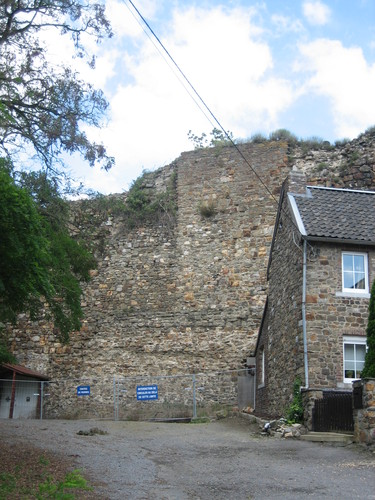
Ruïnes van het kasteel-fort van Dalhem en van de oude donjon
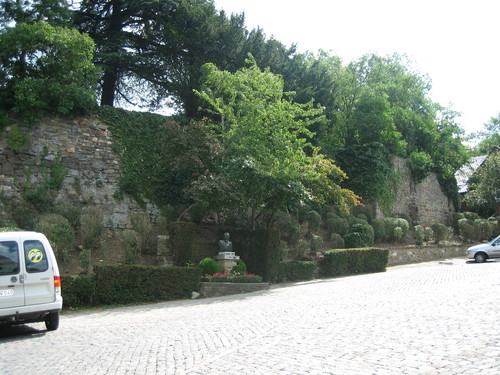
Resten van de muur rondom het kasteel-fort van Dalhem
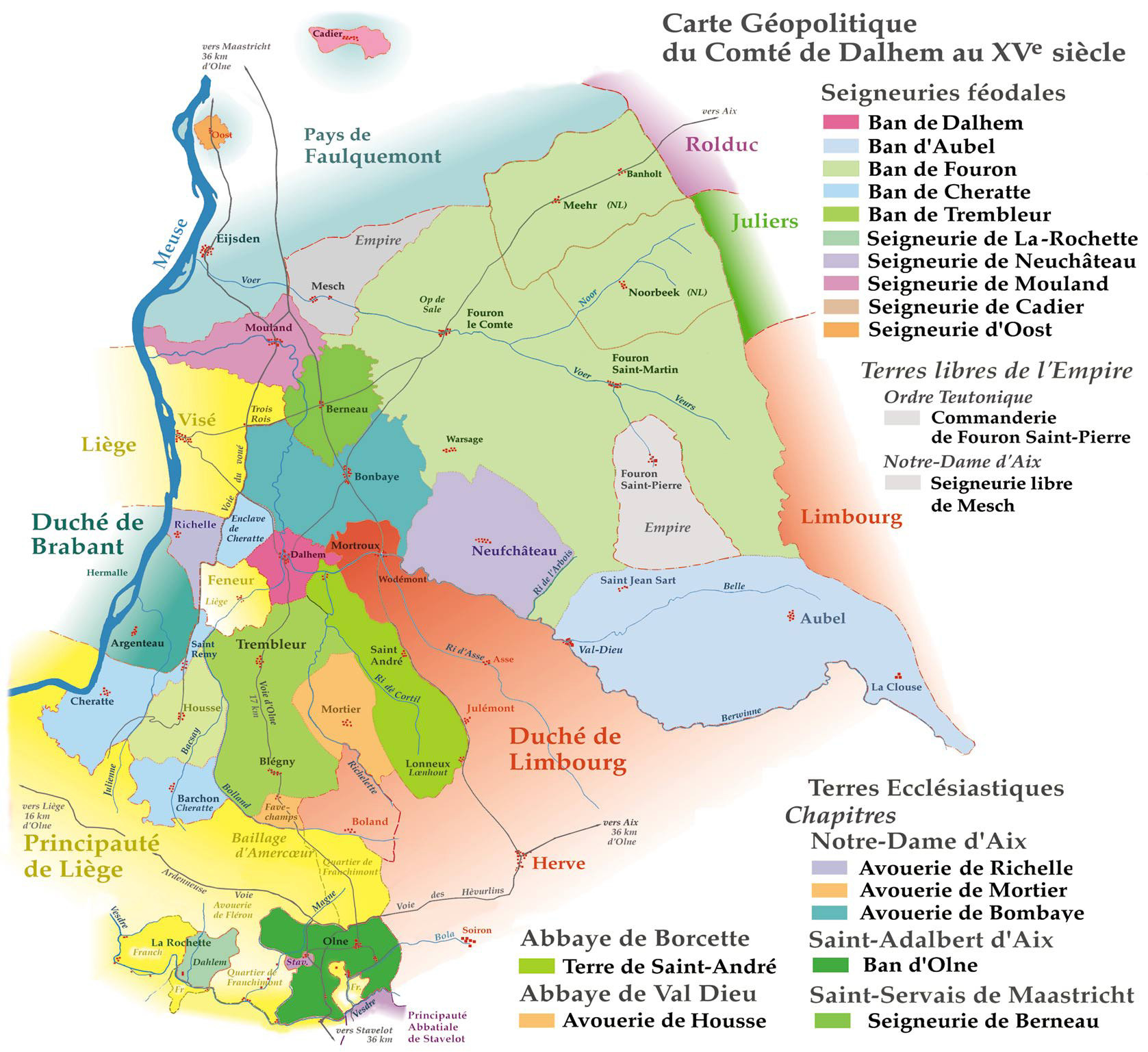
Kaart van het graafschap Dalhem (Frans)
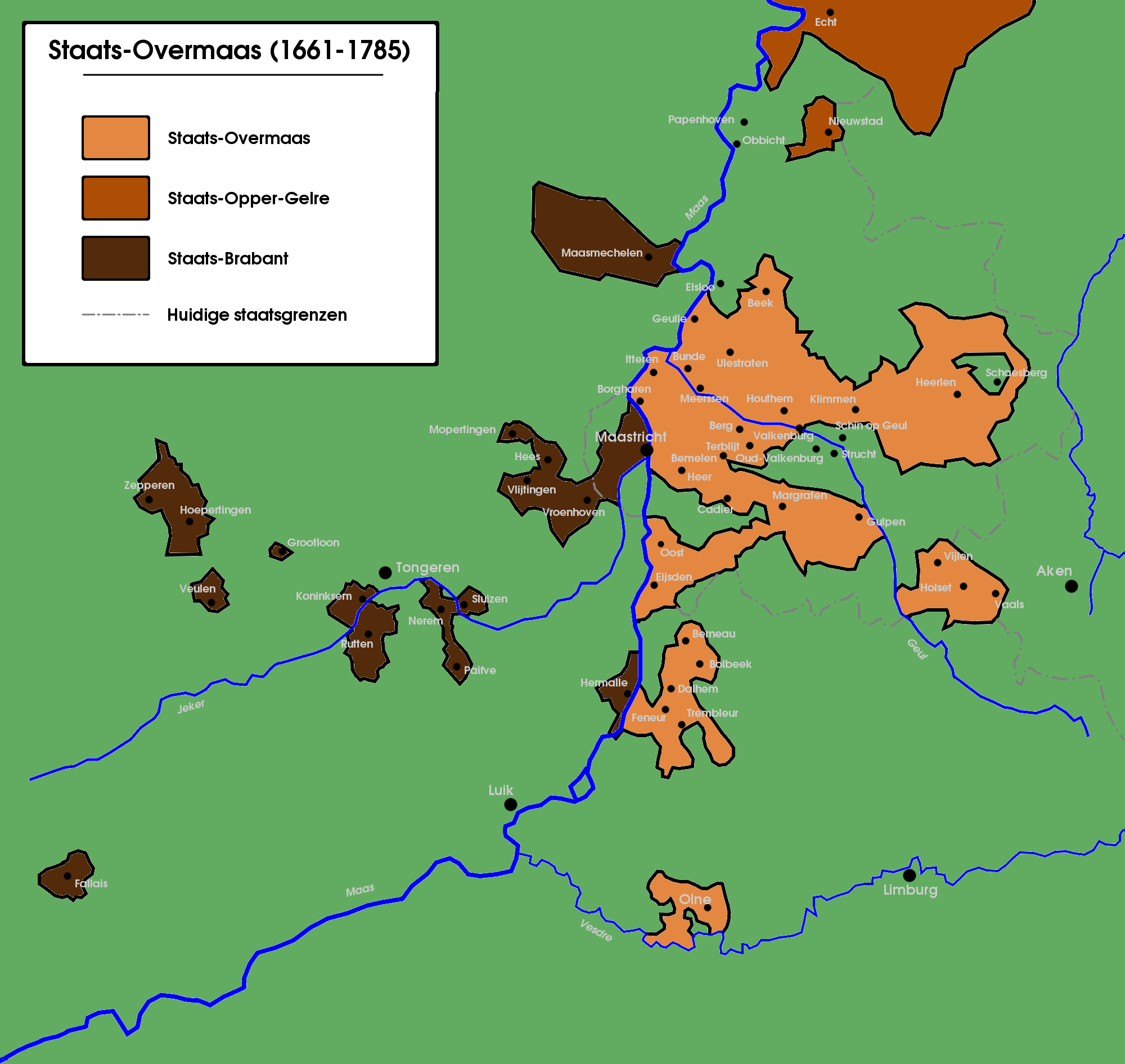
Dalhem binnen Staats-Overmaas tot 1785
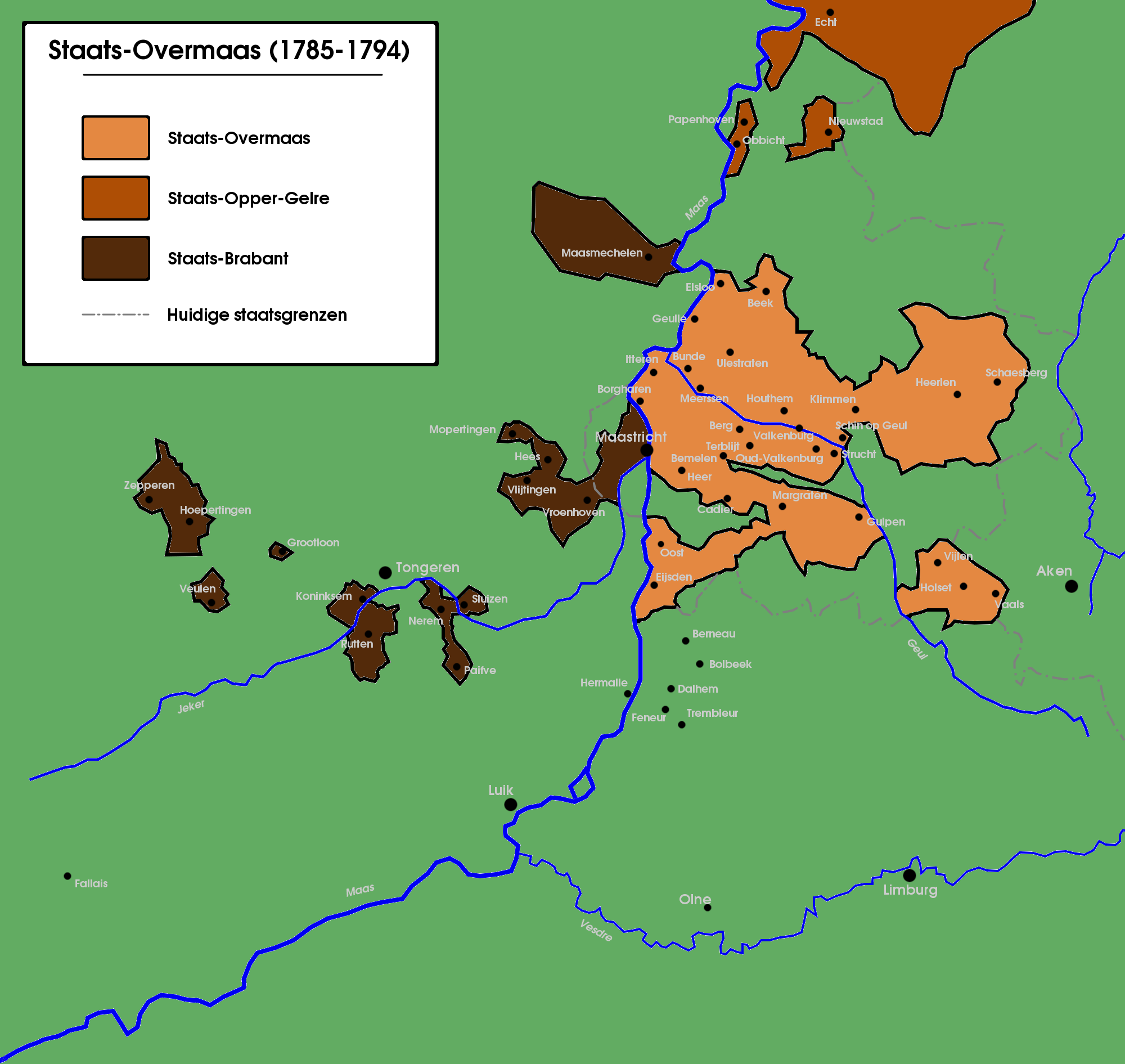
Dalhem binnen Staats-Overmaas na 1785